# Arenophilus watsingus
Arenophilus watsingus är en mångfotingart som beskrevs av Chamberlin 1912. Arenophilus watsingus ingår i släktet Arenophilus och familjen storjordkrypare. Inga underarter finns listade i Catalogue of Life.